# The Great Sacrifice
Pour plus de détails, voir Fiche technique et Distribution.
The Great Sacrifice est un film muet américain réalisé par Thomas Ince et sorti en 1913.
L'IMDb en attribue la réalisation à Raymond B. West.

## Fiche technique
- Réalisation :  Thomas Ince [1] ou Raymond B. West[2]
- Date de sortie : 
  -  États-Unis : 3 janvier 1913[2]

## Distribution
- Robert Stanton[1] ou Richard Stanton[2] : Jim Ward
- Ray Myers[1],[2] : Jack Ward
- Herschel Mayall[2] : Silas Green
- Clara Williams[2] : Edith Blake
- Francis Ford[1],[2] : Abraham Lincoln